# Ancy-sur-Moselle
Ancy-sur-Moselle és un municipi francès, situat al departament del Mosel·la i a la regió del Gran Est. L'any 2007 tenia 1.417 habitants.

## Demografia

### Població
El 2007 la població de fet d'Ancy-sur-Moselle era de 1.417 persones. Hi havia 586 famílies, de les quals 164 eren unipersonals (76 homes vivint sols i 88 dones vivint soles), 179 parelles sense fills, 195 parelles amb fills i 48 famílies monoparentals amb fills.
La població ha evolucionat segons el següent gràfic:
Habitants censats

### Habitatges
El 2007 hi havia 646 habitatges, 597 eren l'habitatge principal de la família, 11 eren segones residències i 38 estaven desocupats. 495 eren cases i 146 eren apartaments. Dels 597 habitatges principals, 430 estaven ocupats pels seus propietaris, 158 estaven llogats i ocupats pels llogaters i 9 estaven cedits a títol gratuït; 14 tenien una cambra, 31 en tenien dues, 59 en tenien tres, 138 en tenien quatre i 355 en tenien cinc o més. 425 habitatges disposaven pel capbaix d'una plaça de pàrquing. A 262 habitatges hi havia un automòbil i a 289 n'hi havia dos o més.

### Piràmide de població
La piràmide de població per edats i sexe el 2009 era:
| Homes | Edats   | Dones |
| ----- | ------- | ----- |
| 0     | 95 o +  | 4     |
| 0     | 90 a 94 | 0     |
| 4     | 85 a 89 | 8     |
| 8     | 80 a 84 | 4     |
| 28    | 75 a 79 | 24    |
| 20    | 70 a 74 | 56    |
| 32    | 65 a 69 | 36    |
| 8     | 60 a 64 | 28    |
| 36    | 55 a 59 | 28    |
| 52    | 50 a 54 | 36    |
| 64    | 45 a 49 | 76    |
| 80    | 40 a 44 | 72    |
| 60    | 35 a 39 | 68    |
| 36    | 30 a 34 | 40    |
| 36    | 25 a 29 | 32    |
| 24    | 20 a 24 | 48    |
| 64    | 15 a 19 | 52    |
| 84    | 10 a 14 | 48    |
| 60    | 5 a 9   | 48    |
| 36    | 0 a 4   | 36    |

## Economia
El 2007 la població en edat de treballar era de 938 persones, 690 eren actives i 248 eren inactives. De les 690 persones actives 647 estaven ocupades (329 homes i 318 dones) i 43 estaven aturades (25 homes i 18 dones). De les 248 persones inactives 95 estaven jubilades, 101 estaven estudiant i 52 estaven classificades com a «altres inactius».

### Ingressos
El 2009 a Ancy-sur-Moselle hi havia 581 unitats fiscals que integraven 1.432 persones, la mediana anual d'ingressos fiscals per persona era de 21.149 €.

### Activitats econòmiques
Dels 40 establiments que hi havia el 2007, 1 era d'una empresa alimentària, 1 d'una empresa de fabricació d'elements pel transport, 3 d'empreses de fabricació d'altres productes industrials, 12 d'empreses de construcció, 3 d'empreses de comerç i reparació d'automòbils, 2 d'empreses de transport, 4 d'empreses d'hostatgeria i restauració, 3 d'empreses immobiliàries, 4 d'empreses de serveis, 6 d'entitats de l'administració pública i 1 d'una empresa classificada com a «altres activitats de serveis».
Dels 18 establiments de servei als particulars que hi havia el 2009, 1 era una oficina de correu, 1 taller de reparació d'automòbils i de material agrícola, 2 paletes, 1 guixaire pintor, 5 fusteries, 2 lampisteries, 2 electricistes, 1 perruqueria i 3 restaurants.
L'únic establiment comercial que hi havia el 2009 era una fleca.
L'any 2000 a Ancy-sur-Moselle hi havia 5 explotacions agrícoles.

## Equipaments sanitaris i escolars
El 2009 hi havia 1 escola maternal i 1 escola elemental.

## Poblacions més properes
El següent diagrama mostra les poblacions més properes.